# Gornja arterija ravnog crijeva
Gornja arterija ravnog crijeva (lat. arteria rectalis superior) je krvna žila, grana donje opornjačke arterije (lat. arteria mesenterica inferioris) koja oksigeniranom krvlju opskrbljuje ravno crijevo (lat. rectum).
Gornja arterija ravnog crijeva ulazi u zdjelicu i dolazi na stražnju stranu ravnog crijeva gdje anastomozira s arterijama:
- srednja arterija ravnog crijeva (lat. arteria rectalis media)
- donja arterija ravnog crijeva (lat. arteria rectalis inferior)
- grane lat. arteriae sigmoideae - sigmoidne arterije